# Omonga
Omonga és un cràter sobre la superfície del planeta nan Ceres, situat amb el sistema de coordenades planetocèntriques a 62.75 ° de latitud nord i 80.48 ° de longitud est. Fa un diàmetre de 77 km. El nom va ser fet oficial per la UAI el 21 de setembre del 2015 i fa referència a Omonga, esperit de l'arròs que resideix a la Lluna de la cultura dels Tomori.